# Коломыц, Юрий Сергеевич
Ю́рий Серге́евич Коломы́ц (30 апреля 1979, Нижний Тагил, Свердловская область, СССР) — российский футболист, защитник; тренер.

## Карьера
Начал карьеру в Нижнем Тагиле. В 1996 году подписал контракт с командой «Уралмаш»-д. Спустя год перебрался в «Уралец», где за сезон отыграл 42 матча и забил один гол. В 1999 году был куплен «Уралмашем». За него он провел 77 матчей и забил 4 гола. Позже отыграл один сезон в «КАМАЗе». Далее играл в разных командах Белоруссии и Казахстана. В сезоне 2015-2016 перешел в «Сахалин» из ПФЛ, отыграл за восточный клуб 20 матчей и забил 2 гола. Позже перешел в клуб ФНЛ «Луч-Энергию». Спустя сезон вернулся в ФК «Сахалин».
В феврале 2022 года завершил карьеру, и стал тренером в клубе «Торпедо-БелАЗ».

## Достижения
- Обладатель Кубка Белоруссии: 2013/14
- Серебряный призёр чемпионата Белоруссии (3): 2011, 2012, 2013
- Бронзовый призёр чемпионата Казахстана: 2008
- Победитель Второго дивизиона России (4): 2001 и 2002 (зона «Урал»); 2003 (зона «Урал-Поволжье»); 2017/18 (зона «Восток»)
- Серебряный призёр зоны «Восток» Второго дивизиона России (3): 2015/16, 2018/19, 2019/20